# عدلي صادق
عدلي شعبان حسن صادق (وُلد في 10 يوليو 1950 في خان يونس) هو سياسي ودبلوماسي فلسطيني. شغل منصب سفير سفارة دولة فلسطين لدى رومانيا عام 2005، وسفير سفارة دولة فلسطين لدى الهند عام 2009 وحتى إحالته للتقاعد عام 2014.
في عام 2009، فاز بانتخابات المجلس الثوري الفلسطيني التي عُقدت أثناء المؤتمر السادس لحركة فتح في بيت لحم وصار عضوًا فيه.